# Olivier Richters
Olivier Richters (Hilversum; 5 de  septiembre de 1989) es un fisiculturista, actor y modelo neerlandés, fundador de Muscle Meat. Es conocido por su imponente físico y altura de 218 cm.

## Biografía
En 2021 Richters interpretó a Ursa en la película Black Widow de 2021 en un papel secundario. También apareció en The King's Man y La vida electrizante de Louis Wain y en 2023 aparece en Indiana Jones y el dial del destino.
Richters también tiene el récord del "culturista profesional más alto" a 2021, cinco pulgadas más alto que The Mountain. Estuvo en la portada de la edición holandesa de Men's Health de noviembre de 2018, y el tema de un documental de la revista. Fue entrevistado en Good Morning Britain en abril de 2019 en el que se discutieron sus próximos papeles actorales, y reveló como su inspiración a Richard Kiel, el actor de igual altura que había interpretado al secuaz Jaws en dos películas de James Bond.

## Filmografía

### Películas
| Año  | Título                              | Papel                    | Notas         |
| ---- | ----------------------------------- | ------------------------ | ------------- |
| 2018 | Ravers                              | Warehouse Guy            |               |
| 2019 | Nailed                              | Iwan                     | Cortometraje  |
| 2021 | Black Widow                         | Ursa                     |               |
| 2021 | Miami Heat                          | Olivier                  |               |
| 2021 | La vida electrizante de Louis Wain  | Journeyman Boxer         |               |
| 2021 | The King's Man                      | Huge Machine Shack Guard |               |
| 2023 | Indiana Jones y el dial del destino | Hauke                    |               |
| TBA  | Borderlands                         | Krom                     | Posproducción |

### Televisión
| Año  | Título           | Papel               | Notas       |
| ---- | ---------------- | ------------------- | ----------- |
| 1991 | De zomer van '45 | Jasper              | 1 episodio  |
| 2014 | Fashion Planet   | Fotógrafo asistente | 1 episodio  |
| 2020 | Gangs of London  | Duncan              | 1 episodio  |
| 2025 | Reacher          | Paul van Hoven      | Temporada 3 |